# Ова
Ова (応和) је јапанска ера (ненко) која је именована послеТентоку и пре Кохо ере. Временски је трајала од фебруара 961. до јула 964. године и припадала је Хејан периоду. Владајући монарх био је цар Мураками.

## Важнији догађаји Ова ере
- 961. (Ова 1, једанаести месец): Цар Мураками се сели у реконструисану палату која је изгорела у претходној ери.[3]
- 962. (Ова 2, други месец): Цар шаље изасланике да дају понуде у неколико шинтоистичких храмова укључујући Исе, Камо, Мизуно, Хирано и Касуга.[3]
- 962. (Ова 2, осми месец): Фуџивара но Санејори одлази да се моли у храму Ивашимизу што чини и остатак Фуџивара клана.[3]